# Anneslea paradoxa
Anneslea paradoxa là một loài thực vật có hoa trong họ Pentaphylacaceae. Loài này được H.H.Nguyen & Yakovlev mô tả khoa học đầu tiên năm 1986.